# Gyophora fasciosa
Gyophora fasciosa là một loài bướm đêm trong họ Noctuidae.